# Werra-Suhl-Tal
Werra-Suhl-Tal est une ville allemande de l'arrondissement de Wartburg dans l'État de Thuringe. Elle est créée le 1er janvier 2019 par la fusion de la ville de Berka/Werra avec les communes voisines de Dankmarshausen, Dippach et Grossensee.

## Géographie

### Position
La ville de Werra-Suhl-Tal est située à l'extrême ouest de la Thuringe, directement à la frontière avec la Hesse. Sa situation à la frontière interallemande marque la région pendant des décennies. Les communes voisines sont Gerstungen au nord et à l'est, le quartier de Frauensee de la ville de Bad Salzungen et le quartier d'Oberzella de la ville de Vacha au sud, la ville hessoise d'Heringen au sud-ouest et la commune de Wildeck au nord-ouest. La zone urbaine est traversée du sud au nord par la Werra, qui donne son nom à la ville. Les affluents sont entre autres les cours d'eau Suhl (Werra) (de) et Suhl (Weihe) (de), qui donnent leur nom à la ville.
La ville se situe au centre du bassin Berka-Gerstung. Sous terre dans la zone urbaine, il existe d'importants gisements de sel de potasse de la région de potasse de Werra (de), qui étaient autrefois exploités à Abteroda, Dippach et Dankmarshausen. En raison du naufrage de la lessive de potasse près de Springen et après 1945 dans le Horschlitter Mulde près d'Horschlitt, l'aquifère sous la zone urbaine est fortement salin depuis les années 1960.
La réserve naturelle des jardins de Dankmarshausen (de), qui s'étend le long de la frontière nationale au nord-ouest de Dankmarshausen dans le réseau de biotopes de la ceinture verte (de), ainsi que la réserve naturelle de Werraaue près de Berka et d'Untersuhl (de), sont importantes pour la conservation de la nature.

### Structure de la ville
La commune comprend les quartiers de Berka/Werra, Dankmarshausen, Dippach, Fernhöhenbach, Gospenroda, Grossensee, Herda (avec Haushöhenbach et Kratzeroda), Horschlitt (avec Auenheim-Rienau), Vitzeroda (avec Abteroda et Gasteroda) et Wünschensuhl.

## Histoire
Les communes de Berka/Werra, Dankmarshausen, Dippach et Grossensee sont administrées dans la commune administrative de Berka/Werra depuis 1994. Dans le cadre de la réforme territoriale de Thuringe de 2018 à 2024, les quatre communes conviennent de déposer une demande auprès de l'État libre de Thuringe pour une fusion en vue de devenir la ville de Werra-Suhl-Tal au 1er janvier 2019 et de dissoudre la commune administrative de Berka/Werra 
Le gouvernement de l'État de Thuringe inclut le projet dans la seconde loi de réorganisation volontaire des communes appartenant à un arrondissement, qui est adoptée le 13 décembre 2018 par le parlement de l'État de Thuringe et est entré en vigueur au début de l'année 2018/19.

### Évolution de la démographie
- 2019 : 6 398
- 2020 : 6 347
- 2021 : 6 325

## Politique

### Conseil municipal
La première élection du conseil municipal de la nouvelle autorité a lieu dans le cadre des élections communales thuringeoises de 2019 (de) . Jusqu'à l'élection d'un conseil municipal, il y a un conseil municipal de transition composé de tous les conseils municipaux des communes dissoutes.
Le conseil municipal est composé de 20 membres et reçoit la composition suivante lors de l'élection du conseil municipal de 2019 :
| Partis et groupes électoraux   | Partis et groupes électoraux                                  | % 2019 | Sièges 2019 |
| CDU                            | Union chrétienne-démocrate d'Allemagne                        | 23:1   | 5           |
| Linke/OL                       | Die Linke / liste ouverte                                     | 11.3   | 2           |
| FW                             | Électeurs libres                                              | 57.3   | 11          |
| WHVV                           | Patrie de la communauté électorale et association touristique | 2.3    | 1           |
| PWST                           | Pro Werra-Suhl-Tal                                            | 6.0    | 1           |
| Taux de participation : 63,9 % |                                                               |        |             |

### Maire
Lors de l'élection du maire à temps plein le 12 juin 2022, Maik Klotzbach, sans parti, l'emporte contre deux concurrents avec 69,7% des votes. Auparavant, René Weisheit (Électeurs libres) était en poste depuis 2019.

## Culture et curiosités

### Bâtiments

#### Monuments culturels
Les quartiers de la ville de Werra-Suhl-Tal comptent un grand nombre de maisons à colombages typiques de la région, dont certaines sont classées. Les bâtiments importants de la ville sont:
- La Porte basse à Berka, la dernière survivante des trois portes de la ville de Berka.
- L'ancienne brasserie Berka est aujourd'hui le siège de l'administration communale.
- L'ancien bâtiment de la houillère de Dankmarshausen témoigne de la tentative d'extraction de sels de potasse dans la ville.
- Le château de Dippach (de) est maintenant utilisé comme garderie.
- Depuis le Moyen Âge, la croix de Vitzeroda marque un poste frontière important et un péage en bordure de route sur la Via Regia de Leipzig à Francfort-sur-le-Main.

#### Édifices religieux
Presque tous les quartiers de la ville ont des bâtiments d'église évangélique luthérienne :
- L'église de Berka/Werra avec la tour Julius construite en 1439 était autrefois une église fortifiée.
- L'église Saint-Kilian (de) est le bâtiment qui caractérise le paysage urbain et est le centre de l'emplacement historique de Dankmarshausen.
- L'église gothique du village Sainte-Catherine à Dippach frappe par sa construction inhabituelle.
- L'église du Saint-Esprit de Fernhöhenbach (de) date d'avant la Réforme.
- L'église du village de Gospenroda (de) est construite en 1784 sous la forme d'un bâtiment à colombages[8].
- L'église de Grossensee est probablement construite dans le style gothique au XIVe siècle.
- L'église Sainte-Marguerite d'Herda (de) est autrefois une église fortifiée.
- L'église de Vitzeroda est construite en 1912 dans le style Art nouveau.

Il n'y a pas de bâtiments religieux d'autres communautés religieuses dans la zone urbaine.

### Monuments naturels
Le tilleul de danse à trois niveaux sur la place du village de Grossensee est déclaré monument naturel en 1966.

## Économie et infrastructures

### Entreprises
Au début du XXe siècle, la zone urbaine actuelle est brièvement le centre de l'industrie de la potasse avec des mines à Abteroda, Dankmarshausen et Dippach.
Aujourd'hui, la zone commerciale Auf der Dornenhecke à Berka, qui est développée dans les années 1990, revêt une importance particulière. Il existe d'autres zones commerciales à Herda et Dippach. Des entreprises telles que Hasselmann et Leergut Leiter y ont leur siège social.
La coopérative agricole Dankmarshausen possède des installations à Horschlitt et Dankmarshausen et exploite une grande partie des terres agricoles de la zone urbaine.

### Tourisme
La piste cyclable de la vallée de la Werra (de), la Werra-Burgen-Steig (de) X5, le Lutherweg 1521 (de) et la ceinture verte (de), un sentier de randonnée longue distance et un réseau de biotopes le long de l'ancienne frontière intérieure allemande et de l'actuelle frontière de l'État de Hesse-Thuringe traversent la zone de la ville. La réserve naturelle de Rhäden avec un réseau dense de sentiers de randonnée est ouverte à ceux qui recherchent la détente. La randonnée aquatique sur la Werra est également importante - les quais sont situés à Dankmarshausen et Berka.
Le paysage est fortement influencé par le tas de sel de Monte Kali.

### Transports
La jonction la plus proche 36 (Gerstungen) de l'A 4 est situé à deux kilomètres au nord de Berka près de Gerstungen. Dans les communes voisines de Gerstungen et Wildeck-Obersuhl, il existe une connexion au transport ferroviaire local de voyageurs vers Eisenach et Bebra sur les voies de la ligne Halle-Bebra (de). Les gares abandonnées de Berka/Werra et Dankmarshausen sont situées sur la ligne Gerstungen-Vacha (de), qui n'est plus fréquentée que par le trafic de marchandises. Les bus de la Verkehrsgesellschaft Wartburgregion et de la Nordhessischen Verkehrsverbundes traversent la commune.

### Approvisionnement en eau et assainissement
Les communes qui formaient la ville avaient transféré leurs tâches d'approvisionnement en eau et d'évacuation des eaux usées à l'association d'approvisionnement en eau et d'assainissement « Horschlitter Mulde – Berka/Werra ». L'association assume donc ces tâches pour la ville de Werra-Suhl-Tal.